# Экстелопедия Вестранда
Экстелопе́дия Вестранда (пол. Ekstelopedia Vestranda), сокращение от Экстраполяционная Телеономическая Энциклопедия Вестранда) — описанная Станиславом Лемом в одноимённом фантастическом рассказе из сборника «Мнимая величина» (1973) вымышленная энциклопедия.

## Описание
В отличие от традиционных энциклопедий, не успевающих за ускоряющимся развитием земной цивилизации, состоит из статей о будущих событиях и явлениях, сгенерированных компьютером с помощью определённых футурологических методик. В рассказе предшественником Экстелопедии названа Дельфиклопедия — энциклопедия прогнозов, составленная по методу Дельфи.
Другое свойство Экстелопедии, позволяющее проводить аналогии между ней и Википедией — способность корректировать свои статьи в реальном времени.

Если при чтении слова вдруг начнут прыгать у Вас перед глазами, а буквы — подрагивать и разбегаться, следует прервать чтение на 10—12 секунд, протереть очки, проверить состояние Вашего гардероба и так далее, и затем читать СНОВА, с самого начала, а НЕ ТОЛЬКО с того места, на котором Вы остановились, поскольку указанное ПОДРАГИВАНИЕ означает не что иное, как совершающуюся на Ваших глазах коррекцию НЕДОЧЁТОВ.

Популярная русскоязычная онлайн энциклопедия фантастики носит наименование «Экстелопедия фэнтези и научной фантастики».

### Оценки и комментарии
Преподаватель иврита в Еврейском университете в Иерусалиме Михаэль Рыжик сравнивает описанный в рассказе Лема крайне лаконичный и насыщенный смыслами метаязык с языком, на котором написан Талмуд.